# Luigi Merello
Luigi Merello (Zoagli, 12 marzo 1849 – Genova, 10 gennaio 1916) è stato un imprenditore e politico italiano.
Attivo principalmente nel settore dei molini, impiantò a Cagliari il Molino dell'Annunziata, e poi La Semolaria Italiana, sempre a Cagliari, ove promosse altresì la costruzione della tranvia a vapore per Quartu Sant'Elena.
Alla fine del secolo XIX rivolse le sue attività anche in Liguria, impiantando a La Spezia un altro opificio (Molini Merello) che ebbe un grande sviluppo consentendogli d'investire anche in altri settori (metalmeccanico, juta, chimico e bancario).